# Éric Autellet
Vous êtes invité à donner votre avis sur cette page de discussion, de manière argumentée en vous aidant notamment des critères d’admissibilité ou en présentant des sources extérieures et sérieuses.  
Après avoir apposé le modèle {{Admissibilité}} sur une page, suivez les étapes expliquées sur Wikipédia:Débat d'admissibilité/Aide :
| 1. | Créez la page de débat d'admissibilité.                                                                      | Sauvegardez d’abord la page pour l’initialiser puis indiquez votre motivation.       |
| 2. | Important : ajoutez une entrée dans la section Débat d'admissibilité du jour.                                | Utilisez ce texte : *{{L\|Éric Autellet}}                                            |
| 3. | Pensez à informer les contributeurs principaux de la page et les projets associés lorsque cela est possible. | Utilisez ce texte : {{subst:Avertissement débat d'admissibilité\|Éric Autellet}}~~~~ |

 (février 2025).
Éric Autellet, né le 4 février 1967 à Poitiers (Vienne), est un militaire français et Général d'armée de l’Armée de l'air et de l'espace. 

Il a occupé le poste de Major général des armées, deuxième plus haute fonction militaire des forces armées françaises.

## Biographie

### Naissance
Éric Autellet naît le 4 février 1967 à Poitiers.

### Carrière militaire
Après sept années au Prytanée national militaire de La Flèche, Eric Autellet est admis à l'École de l'air en 1987 (promotion Général Boichot). Il est breveté pilote de chasse en 1990.
Dès 1991, il rejoint l’Escadron de chasse 1/2 Cigognes sur Mirage 2000, basé à Dijon. Il y développe une expertise opérationnelle et participe aux opérations au Kosovo et en Arabie Saoudite (Opération Southern Watch), avant de prendre le commandement en 2000 de l’Escadron de transition opérationnelle 1/8 Saintonge, de la Base aérienne 120 Cazaux.
En 2001, il intègre le Collège interarmées de Défense (CID). Après cette formation, il assume diverses responsabilités opérationnelles, notamment comme commandant de l'escadron de chasse 2/12 Picardie sur la Base aérienne 103 Cambrai-Épinoy, entité devenue Escadron d'instruction en vol 2/12 Picardie. Il joue également un rôle clé au Centre de planification et de conduite des opérations (CPCO), où il contribue au renforcement de la FINUL au Liban en 2006 et à l’adaptation des forces françaises en Afghanistan.
En 2008, il devient assistant militaire du Chef d'état-major de l'Armée de l'air et de l'espace.
De 2009 à 2012, il sert au sein du cabinet du 1er Commandant français du Commandement allié Transformation (Allied Command Transformation, ACT) à
Norfolk (Virginie), USA où il pilote les travaux de révision de la structure de commandement de l’Organisation du traité de l'Atlantique nord au sein d’ACT, contribue aux réflexions du concept stratégique de l’OTAN adopté au Sommet de l'OTAN de 2010 à Lisbonne et participe à la préparation du Sommet de l'OTAN de 2012 à Chicago.
Puis il est auditeur de la 62ème session du Centre des hautes études militaires et de la 65ème session de l’Institut des hautes études de défense nationale.
De 2013 à 2016, il sert puis dirige la cellule Opérations et Relations Internationales au sein du Cabinet du Ministre du Ministère des Armées.
En 2016, il rejoint Salon-de-Provence et prend le commandant de la Base aérienne 701 Salon-de-Provence et de l’École de l'air et de l'espace qu’il transforme en établissement public (EPSCP-GE),,.
En 2018, il est Chef de cabinet du Chef d'état-major des armées.

### Major général des armées
En avril 2020, Éric Autellet est nommé Major général de l'Armée de l'air et de l'espace.
Par décret du 11 mars 2021, il accède au poste de Major général des armées, avec le rang et l’appellation de général d’armée aérienne. Cette nomination fait de lui le « numéro 2 » de l'armée française, second dans l’ordre hiérarchique après le chef d'état-major,,.
Il travaille avec le Général d'armée François Lecointre jusqu’au 22 juillet, date à laquelle le Général d'armée Thierry Burkhard prend les fonctions de Chef d'état-major des armées (CEMA). Il contribue alors à la vision du nouveau CEMA et dirige les travaux du Plan Stratégique des Armées. Sa connaissance approfondie de la gouvernance haute du ministère et ses méthodes de travail lui permettent d’orienter, de contribuer et d’accompagner la mise en oeuvre des réformes du ministère, notamment dans le domaine des soutiens,,.
Le général Éric Autellet est également désigné « délégué climat » par la ministre Florence Parly pour assurer la coordination de l’action du ministère dans ce domaine,. Cette mission s’articule en étroite coordination avec celles confiées à la directrice des territoires, de l’immobilier et de l’environnement, haut fonctionnaire au développement durable. Ainsi, en cohérence avec la déclaration conjointe des ministres de la défense « Changement climatique et forces armées » adoptée à l’occasion du Forum de Paris sur la paix en novembre 2021 et soutenue par 26 pays, l’État-Major des Armées (EMA) a présenté à la ministre des Armées un projet de stratégie globale Climat & Défense pour engager durablement les armées dans l’adaptation au changement climatique. Cette stratégie ministérielle est approuvée le 25 avril 2022.
En juin 2023, Jean-Dominique Merchet du journal L'Opinion, écrit qu'Éric Autellet, numéro deux de l'état-major des armées, va démissionner.
Il fait ses adieux aux armes le 1er septembre 2023 à Paris, dans la cour d’honneur de l’hôtel national des Invalides. Il est admis en 2e section à compter du 1er septembre 2023.
Au cours de sa carrière, Éric Autellet a accumulé plus de 2800 heures de vol, et 57 missions de guerre.

### Carrière Civile
Depuis 2023, le général Eric Autellet est membre du Haut Comité d'évaluation de la condition militaire (HCECM).
Éric Autellet mène plusieurs activités dans les domaines du conseil, de la réflexion stratégique de la transmission (conférences et enseignement à SciencesPo). En avril 2024, le fonds Defense Angels recrute Éric Autellet et réforme sa gouvernance.
En février 2024, il a co-écrit une tribune sur l’impact de l’intelligence artificielle dans les conflits modernes, soulignant la nécessité pour la France de maîtriser cette technologie pour maintenir sa supériorité opérationnelle,,.

## Grades militaires
1er août 2006 : Colonel.
1er juillet 2012 : Général de brigade aérienne.
1er janvier 2017 : Général de division aérienne.
8 avril 2020 : Général de corps aérien.
11 mars 2021 : Général d’armée aérienne.

## Décorations

### Françaises
- Commandeur de la Légion d'honneur (2021)[27].
- Commandeur de l'ordre national du Mérite (2020)[28].
- Médaille de l'Aéronautique (2019).
- Croix du combattant
- Médaille d'Outre-Mer, agrafe moyen-orient (1993).
- Médaille de la Défense nationale, échelon or, avec deux agrafes (1999).
- Médaille de reconnaissance de la Nation
- Médaille commémorative française, agrafe Ex-Yougoslavie (1995).
- Médaille de la protection militaire du territoire

### Étrangères
- Médaille d'honneur interarmées (Italie)
- Croix d'or de l'honneur (Allemagne)